# Nancie West-Svanberg
Nancie Lindah West-Svanberg, född 7 januari 1940, är en svensk grafiker.
Hon är gift med fotografen Lars Herman Svanberg. Hon har medverkat i ett flertal utställningar bland annat i Boden och på grafiktriennalen som visades på Nationalmuseum i Stockholm 1963. 